# اعيطن (تنودت)
اعيطن هو دُوَّار يقع بجماعة زاوية سيدي قاسم، إقليم تطوان، جهة طنجة تطوان الحسيمة في المملكة المغربية. ينتمي الدوّار لمشيخة تنودت التي تضم 8 دواوير. يقدر عدد سكانه بـ 59 نسمة حسب الإحصاء الرسمي للسكان والسكنى لسنة 2004.

## روابط خارجية
- البوابة الوطنية للجماعات الترابية
- المندوبية السامية للتخطيط